# Vysočany (Slowakei)
Vysočany (ungarisch Viszocsány – bis 1907 Viszocsán) ist eine Gemeinde im Westen der Slowakei mit 118 Einwohnern (Stand 31. Dezember 2024), die zum Okres Bánovce nad Bebravou, einem Teil des Trenčiansky kraj, gehört.

## Geographie
Die Gemeinde befindet sich im nordöstlichen Teil des Hügellands Nitrianska pahorkatina in einem Seitental des Baches Hydina im Einzugsgebiet der Bebrava. Das Ortszentrum liegt auf einer Höhe von 250 m n.m. und ist neun Kilometer von Bánovce nad Bebravou entfernt.
Nachbargemeinden sind Brezolupy im Norden, Uhrovec im Nordosten, Hradište im Osten, Nedašovce im Süden und Pravotice im Westen.

## Geschichte
Vysočany wurde zum ersten Mal 1232 als Vissian schriftlich erwähnt und war Besitz verschiedener Familien, hierzu gehören die Geschlechter Viszocsányi, Tarnóczy und Nozdroviszky. 1598 standen 13 Häuser im Ort, 1784 hatte die Ortschaft 31 Häuser, 41 Familien und 191 Einwohner, 1828 zählte man 16 Häuser und 202 Einwohner, die als Landwirte, Obstbauern und Winzer beschäftigt waren.
Bis 1918 gehörte der im Komitat Trentschin liegende Ort zum Königreich Ungarn und kam danach zur Tschechoslowakei beziehungsweise heute Slowakei.

## Bevölkerung
| Jahr                | 1994 | 2004     | 2014    | 2024    |
| ------------------- | ---- | -------- | ------- | ------- |
| Anzahl der Personen | 155  | 129      | 120     | 118     |
| Unterschied         |      | −16,77 % | −6,97 % | −1,66 % |

| Jahr                | 2023 | 2024    |
| ------------------- | ---- | ------- |
| Anzahl der Personen | 116  | 118     |
| Unterschied         |      | +1,72 % |

Nach der Volkszählung 2011 wohnten in Vysočany 125 Einwohner, davon 121 Slowaken. Vier Einwohner machten keine Angabe zur Ethnie.
115 Einwohner bekannten sich zur römisch-katholischen Kirche. Fünf Einwohner waren konfessionslos und bei fünf Einwohnern wurde die Konfession nicht ermittelt.

## Bauwerke und Denkmäler
- römisch-katholische Martinskirche aus dem 13. Jahrhundert, ursprünglich im romanischen Stil gestaltet, im 18. Jahrhundert im Barockstil umgebaut
- Landschloss aus dem 17. Jahrhundert, ursprünglich im Renaissancestil gestaltet, 1821 klassizistisch umgebaut, heute in baufälligem Zustand